# Ferdinand de Danemark
Frédéric-Ferdinand, prince héréditaire de Danemark (danois : Arveprins Ferdinand) (22 novembre 1792 – 29 juin 1863) est le petit-fils de Frédéric V de Danemark et héritier présomptif du trône de 1848 jusqu'à sa mort. S'il avait vécu cinq mois de plus, il aurait survécu à son neveu, Frédéric VII de Danemark, et serait devenu le roi de Danemark.

## Famille
Le prince Ferdinand est né au Palais de Christiansborg à Copenhague le 22 novembre 1792 est le plus jeune enfant de Frédéric de Danemark (1753-1805) et Sophie-Frédérique de Mecklembourg-Schwerin, et est ainsi un petit-fils du roi Frédéric V de Danemark.
Son oncle Christian VII de Danemark étant mentalement instable, son père avait agi en tant que régent après la chute de Johann Friedrich Struensee en 1772. Mais après le coup d'état de 1784, lorsque le fils du roi Frédéric VI de Danemark a pris le pouvoir et la régence, Frédéric avait perdu son influence à la cour. Cependant, le prince héritier était sans héritier mâle, le prince héréditaire Frédéric et son fils étaient les suivants de la ligne de succession au trône.
Lorsque le palais de Christiansborg a été détruit par un incendie en 1794, le jeune prince et sa famille ont déménagé au Palais d'Amalienborg où il a grandi, passant les étés au Palais Sorgenfri.

## Mariage
Le prince Ferdinand s'est marié au Palais de Frederiksberg le 1er août 1829, à sa cousine germaine, la princesse Caroline de Danemark (1793-1881). Elle était la fille aînée du prince Frédéric, devenu Frédéric VI de Danemark. Quand Frédéric VI mourut en 1839, en raison de la Loi salique, c'est le plus proche parent de sexe masculin, le frère aîné de Ferdinand, Christian VIII qui lui succède.
Le nombre de membres de sexe masculin de la Maison Royale était si faible que Ferdinand lui-même a toujours été très proche de la succession. À la mort de son frère Christian VIII, en 1848, Ferdinand devint l'héritier présomptif.
Ferdinand est mort sans enfants, qui a été l'une des raisons pour lesquelles la branche principale de la Maison Royale danoise s'est rapidement éteinte, provoquant le déclenchement de la Guerre des Duchés.